# گیلبرت دو کلر، هفتمین ارل گلاستر
گیلبرت دو کلر، هفتمین ارل گلاستر (انگلیسی: Gilbert de Clare, 7th Earl of Gloucester) او ششمین ارل از هرتفورد و هفتمین ارل از گلاستر بود، همچنین دارای عناوین دیگری هم بود که او را تبدیل به یکی از انگلیسی‌های اصیل و قدرتمند می‌نمود، از جمله عنوان سومین لرد از لردنشین گلامورگان و نهمین لرد کلر از سپتامبر ۱۲۴۳ تا دسامبر ۱۲۹۵، گیلبر را همچنین به نام قرمز هم می‌شناختند، احتمالاً به دلیل رنگ موهای او یا خلق و خوی آتشینی که در جنگ داشت.